# ソメイヨシノ (曲)
「ソメイヨシノ」は、ENDLICHERI☆ENDLICHERI名義の1枚目シングルとして発売した堂本剛の通算3枚目のシングル。2006年2月1日に発売。発売元はジャニーズ・エンタテイメント。

## 解説
堂本剛が、アーティスト名「ENDLICHERI☆ENDLICHERI」（エンドリケリー・エンドリケリー）と称し発表された初めてのシングル。前作同様収録曲全ての作詞・作曲を自身が行い、本作より新たに編曲にも参加している。
「ソメイヨシノ」は16年の時を経て、2022年3月26日より167の国と地域の各種音楽配信サービスにてデジタル配信される。

### 仕様
- 初回限定盤 - ジュエルケース、3面6ページブックレット仕様
- 通常盤 - マキシケース、二つ折り4ページブックレット仕様

## チャート成績
2006年2月13日付のオリコンチャートで初週12.0万枚を売り上げ、初登場1位を獲得した。堂本剛の関連のソロシングルを含めると首位獲得は今回で3作連続・通算3作目となった。

## 収録曲

### 初回限定盤
1. ソメイヨシノ
（作詞・作曲：ENDLICHERI☆ENDLICHERI / 編曲：十川知司・ENDLICHERI☆ENDLICHERI）
2005年12月にEDWINとのコラボレーションとして、自身が出演したCMがテレビ放送された際、本曲が起用されている[要出典]。
ミュージック・ドット・ジェイピー「MUSIC.JP」タイアップ曲[3]。
一緒に花見をした際に母親が何気なくつぶやいた「この桜、あんたとあと、何回見られるんやろなぁ」という一言で親の老いを感じて胸を締め付けられ、その時に感じた言葉にできない想いを込めた曲である[5]。自身のラジオでの企画でファン投票で2位となった[要出典]。
2. 濡れ鼠
（作詞・作曲：ENDLICHERI☆ENDLICHERI / 編曲：上田ケンジ・ENDLICHERI☆ENDLICHERI）
3. ソメイヨシノ（Backing Track）
4. 濡れ鼠（Backing Track）

### 通常盤
1. ソメイヨシノ
2. 濡れ鼠
3. Blue Berry
（作詞・作曲：ENDLICHERI☆ENDLICHERI / 編曲：十川知司・ENDLICHERI☆ENDLICHERI）
堂本本人がギターで参加。2007年発売のアルバム『Neo Africa Rainbow Ax』の通常版にアレンジバージョンが収録されている。

## 参加ミュージシャン
ソメイヨシノ
- 十川知司 - Programming、Keyboards
- 西川進 - Electric Guitar
- 狩野良昭 - Acoustic Guitar
- 上田ケンジ - Bass
- ひぐちしょうこ - Drums
- 下神竜哉 - Trumpet
- 奥村晶 - Trumpet
- 小坂 SASUKE 武巳 - Trombone
- 竹野昌邦 - Baritone Saxophone

濡れ鼠
- 上田ケンジ - Bass
- 西川進 - Electric Guitar
- 戸谷誠 - Electric Guitar
- あらきゆうこ（mi-gu） - Drums
- 奥野真哉 - Clavinet、Accordion
- Asa-Chang - Percussion
- 四家卯大 - Cello
- 下神竜哉 - Trumpet
- 小坂 SASUKE 武巳 - Trombone
- 竹野昌邦 - Saxophone
- 浦嶋りんこ - Chorus
- 小田原友洋 - Chorus
- 正井千尋 - Chorus

Blue Berry
- 十川知司 - Programming、Keyboards、B-3 & Clavinet
- 戸谷誠 - Guitar
- ENDLICHERI☆ENDLICHERI - Guitar
- 上田ケンジ - Bass
- 吉田太郎 - Drums
- 坂井"Lambsy"秀彰 - Percussion
- YOKAN - Trumpet、Baritone Saxophone
- 木幡光邦 - Trumpet
- 井上昇 - Trombone
- 佐藤公彦 - Saxophone
- 宮崎隆睦 - Saxophone
- 浦嶋りんこ - Chorus
- 小田原友洋 - Chorus
- 正井千尋 - Chorus